# 坎塔布里亞山脈

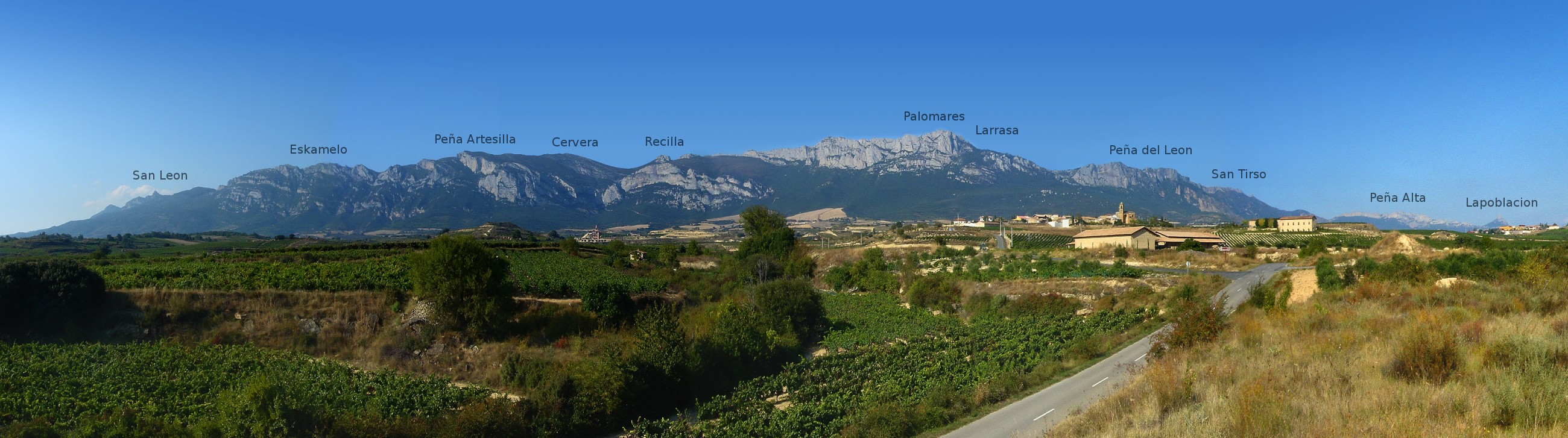

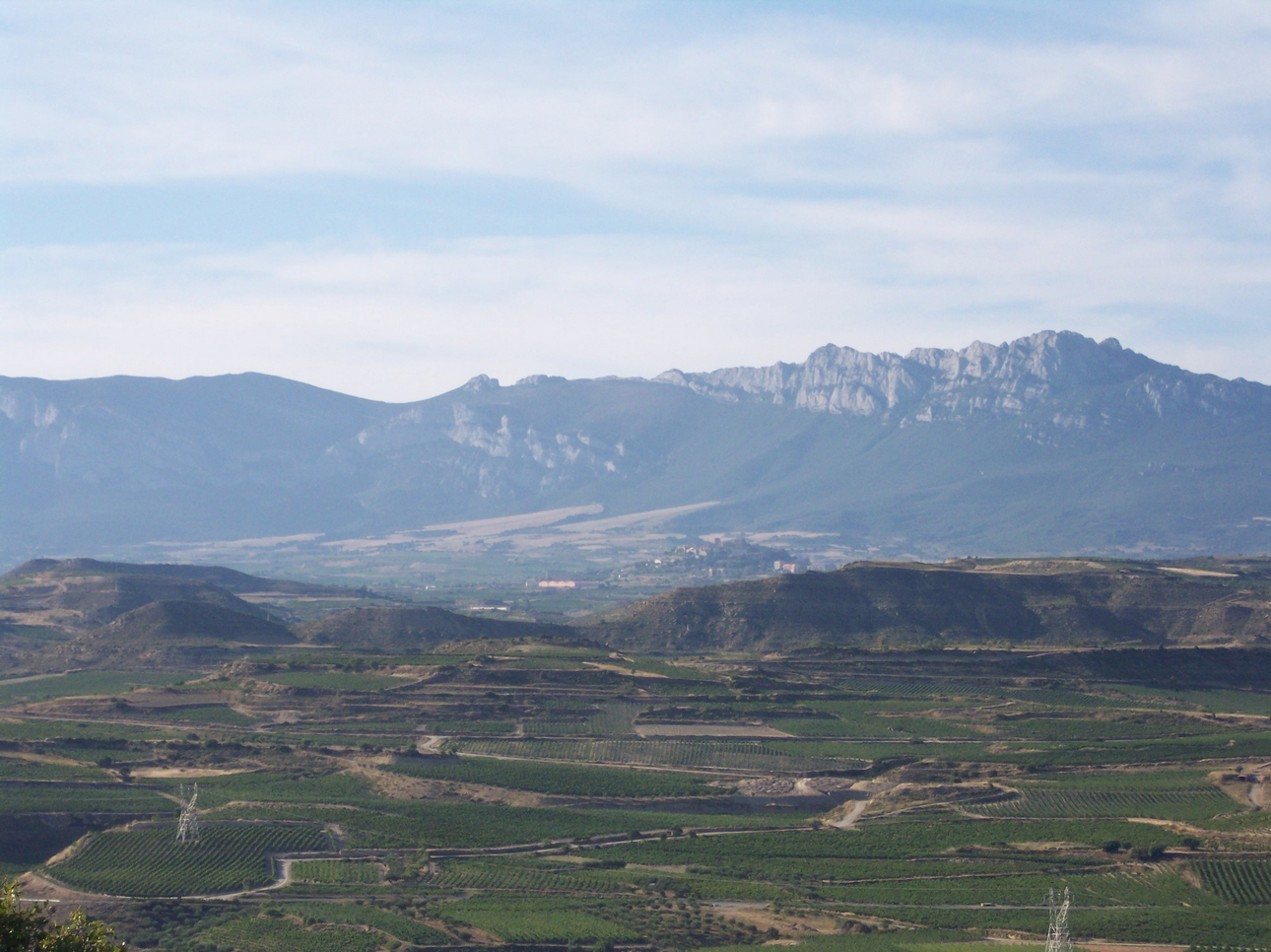

42°36′N 2°35′W / 42.600°N 2.583°W
坎塔布里亞山脈（西班牙語：Sierra de Cantabria），是西班牙的山脈，位於該國北部阿拉瓦省，東面是科德斯山脈，包含托洛尼奧山脈，該山脈的最高點海拔高度1,446米。